# Stilpnaspis nevermanni
Stilpnaspis nevermanni es una especie de insecto coleóptero de la familia Chrysomelidae.
Fue descrita científicamente en 1930 por Uhmann.